# NGC 74
NGC 74 es una galaxia lenticular localizada en la constelación de Andrómeda. Fue descubierto el 7 de octubre de 1855 por el astrónomo irlandés William Parsons.